# Eparchie bogorodská
Eparchie bogorodská je eparchie Pravoslavné církve Ukrajiny.

## Území a titul biskupa
Zahrnuje správní hranice území Moskevské oblasti Ruské federace.
Eparchiálnímu biskupovi náleží titul biskup bohorodský.

## Historie
Roku 1992 vznikla Ukrajinská pravoslavná církev Kyjevského patriarchátu. Vedení církve podniklo kroky k vytvoření eparchií na území Ukrajiny, ale také za hranicemi země. Do nové církve byl přijat archimandrita Adrian (Staryna). Ten spravoval chrám Zjevení Páně v Noginsku i přes skutečnost, že byl zbaven kněžství Ruskou pravoslavnou církví. Dne 30. ledna 1994 vyhlásil Svatý synod Kyjevského patriarchátu farnost u chrámu Zjevení Páně. Stejného roku byl Adrian vysvěcen na biskupa záporožského a dnipropetrovského. Současně byl ustanoven biskupem bogorodské eparchie. Ruská pravoslavná církev započala soudní spor o chrám, který vyhrála roku 1997. Eparchie však nezanikla.
Po rozpuštění Kyjevského patriarchátu na Sjednocujícím sněmu ukrajinských pravoslavných církví roku 2018 nebyla eparchie uvedena mezi eparchiemi nové Pravoslavné církve Ukrajiny. Tomos o autokefalitě církve omezil jurisdikci na území Ukrajiny. Přesto je metropolita Adrian uváděn v seznamu biskupů nové církve jaho metropolita bogorodský.

## Seznam biskupů
- od 1994 Adrian (Staryna)